# Lisbon (Nou Hampshire)
Lisbon és una població dels Estats Units a l'estat de Nou Hampshire. Segons el cens del 2000 tenia 1.587 habitants.

## Demografia
Segons el cens del 2000, Lisbon tenia 1.587 habitants, 629 habitatges, i 427 famílies. La densitat de població era de 23,1 habitants per km².
Dels 629 habitatges en un 32,6% hi vivien nens de menys de 18 anys, en un 53,1% hi vivien parelles casades, en un 0% dones solteres, i en un 32,1% no eren unitats familiars. En el 24,5% dels habitatges hi vivien persones soles el 8,6% de les quals corresponia a persones de 65 anys o més que vivien soles. El nombre mitjà de persones vivint en cada habitatge era de 2,52 i el nombre mitjà de persones que vivien en cada família era de 3.
Per edats la població es repartia de la següent manera: un 27,5% tenia menys de 18 anys, un 5,5% entre 18 i 24, un 31,1% entre 25 i 44, un 24,5% de 45 a 60 i un 11,4% 65 anys o més.
L'edat mediana era de 37 anys. Per cada 100 dones de 18 o més anys hi havia 94,9 homes.
La renda mediana per habitatge era de 37.993$ i la renda mediana per família de 41.250$. Els homes tenien una renda mediana de 27.371$ mentre que les dones 23.274$. La renda per capita de la població era de 16.836$. Entorn del 3,9% de les famílies i el 7,5% de la població estaven per davall del llindar de pobresa.